# Freiburg im Breisgau
 For alternative betydninger, se Fribourg. (Se også artikler, som begynder med Fribourg)
Freiburg im Breisgau (normalt bare Freiburg) er en tysk by i delstaten Baden-Württemberg. Byen har ca. 220.000 indbyggere (2012) og ligger på kanten af Schwarzwald og er den varmeste og mest solrige by i Tyskland.[kilde mangler]
Byen menes at være blevet grundlagt i 1120, men der er fundet rester af bygninger fra før den tid, bl.a. i Tysklands ældste Gasthof Zum Roten Bären. Allerede omkring 1200 begyndte bygningen af byens kirke eller Münster (af latin monasterium se Domkapitel). Fra 1368 blev byen regeret af Habsburgerne, men havde i høj grad selvstændighed. I forbindelse med reformationen i begyndelsen af det 16. århundrede besluttede byen at holde fast ved katolicismen og blev et centrum for katolikker i området.
I de næste flere hundrede år levede byen et meget omtumlet liv, da krig efter krig rullede igennem byen. Det betød at den var under østrigsk, fransk, svensk, spansk og tysk herredømme. Under 2. verdenskrig blev op mod 90% af byen jævnet med jorden ved et allieret bombeangreb i 27. november 1944. Byen blev allerede bombet i 1940. Det var dog tyskerne selv, der troede de var i Frankrig og derfor kom til at bombe deres egne. Efter krigen blev byen genopbygget i samme stil som tidligere. Derfor ser huse ud, som om de er fra 1400-tallet, selv om de er bygget efter 2. verdenskrig.

## Galleri
- Freiburg med Schwarzwald i baggrunden
- Freiburger Münster
- Freiburger flyveplads
- Altstadt i centrum
- Sporvognsspor

## Klima
| Vejr for Freiburg im Breisgau     | Vejr for Freiburg im Breisgau | Vejr for Freiburg im Breisgau | Vejr for Freiburg im Breisgau | Vejr for Freiburg im Breisgau | Vejr for Freiburg im Breisgau | Vejr for Freiburg im Breisgau | Vejr for Freiburg im Breisgau | Vejr for Freiburg im Breisgau | Vejr for Freiburg im Breisgau | Vejr for Freiburg im Breisgau | Vejr for Freiburg im Breisgau | Vejr for Freiburg im Breisgau | Vejr for Freiburg im Breisgau |
|                                   | Jan                           | Feb                           | Mar                           | Apr                           | Maj                           | Jun                           | Jul                           | Aug                           | Sep                           | Okt                           | Nov                           | Dec                           | År                            |
| --------------------------------- | ----------------------------- | ----------------------------- | ----------------------------- | ----------------------------- | ----------------------------- | ----------------------------- | ----------------------------- | ----------------------------- | ----------------------------- | ----------------------------- | ----------------------------- | ----------------------------- | ----------------------------- |
| Gennemsnitlig maks °C             | 5,5                           | 7,2                           | 11,9                          | 17,3                          | 20,5                          | 23,7                          | 25,2                          | 25,1                          | 21,2                          | 15,8                          | 10,4                          | 6,7                           | 15,9                          |
| Gennemsnitlig min °C              | −1,8                          | −1,5                          | 0,6                           | 4,2                           | 8,3                           | 11,7                          | 13,3                          | 12,8                          | 9,1                           | 5,2                           | 2,6                           | −0,7                          | 5,3                           |
| Gennemsnitlig nedbør mm           | 52                            | 50                            | 48                            | 67                            | 93                            | 94                            | 104                           | 78                            | 63                            | 70                            | 59                            | 69                            | 847                           |
| Kilde (27. februar 2019): TurVejr |                               |                               |                               |                               |                               |                               |                               |                               |                               |                               |                               |                               |                               |